# Takeshi Katō
Takeshi Katō (加藤 武司 (Katō Takeshi?); 25 settembre 1942 – 24 luglio 1982) è stato un ginnasta giapponese.
È fratello minore di Sawao Katō, pluricampione olimpico nella ginnastica.

## Palmarès

### Olimpiadi
- 2 medaglie:
  - 1 oro (Città del Messico 1968 nel concorso a squadre)
  - 1 bronzo (Città del Messico 1968 nel corso libero)

### Mondiali
- 6 medaglie:
  - 2 ori (Dortmund 1966 nel concorso a squadre; Lubiana 1970 nel concorso a squadre)
  - 1 argento (Dortmund 1966 nel volteggio)
  - 3 bronzi (Dortmund 1966 nel cavallo con maniglie; Lubiana 1970 nel corpo libero; Lubiana 1970 nel volteggio)